# Tarco Aviation
A Tarco Aviation (IATA: 3T, ICAO: TQQ, Hívójel: AVIATION TARCO) egy szudáni légitársaság, amelyet 2009-ben alapítottak Kartúmban. 2018 decemberében a vállalat, a nevét a korábbi Tarco Air-ről Tarco Aviation-re változtatta, ICAO-kódja pedig a TQQ lett. A több mint 900 alkalmazottal és hat repülőgéppel rendelkező cég Szudán egyik legnagyobb légitársasága, amely jelenleg menetrend szerinti személyszállító járatokat, charter- és lízingszolgáltatásokat üzemeltet.

## Célállomások
A Tarco Aviation a következő célállomásokra üzemeltet járatokat:

## Flotta

### Jelenlegi flotta
A légitársaságnak a flottája a következő repülőgépekből állt 2019 júniusában:

### Korábbi flotta
A légitársaság flottájába 2015 novemberében a következő repülőgépek is beletartoztak:
- 2db Boeing 737-400
- 1db Embraer ERJ 135

## Balesetek és incidensek
- 2010. november 11-én a Tarco Air egy An-24-es típusú repülőgépe úton Kartúmból a Zalingei repülőtérre leszálláskor lezuhant, kettétört és kigyulladt. Az előzetes jelentések szerint a fedélzeten tartózkodó 38 ember közül hatan meghaltak.[3]
- 2021. március 1-jén a Tarco Aviation egy Boeing 737-es repülőgépe úton Kartúmból Dohába tartott, amikor egy macska beszabadult a repülőgép pilótafülkéjébe és megtámadta a kapitányt. A repülőgép visszafordult Kartúmba és a macskát leszállították. Feltételezések szerint a macska a járatot megelőző éjjel szökött fel a repülőgépre, mivel az egy hangárban állt akkor.[4][5]

## Fordítás
Ez a szócikk részben vagy egészben  a   Tarco Airlines című angol Wikipédia-szócikk ezen változatának fordításán alapul.  Az eredeti cikk szerkesztőit annak laptörténete sorolja fel. Ez a jelzés csupán a megfogalmazás eredetét és a szerzői jogokat jelzi, nem szolgál a cikkben szereplő információk forrásmegjelöléseként.